# Helmut Fünfsinn

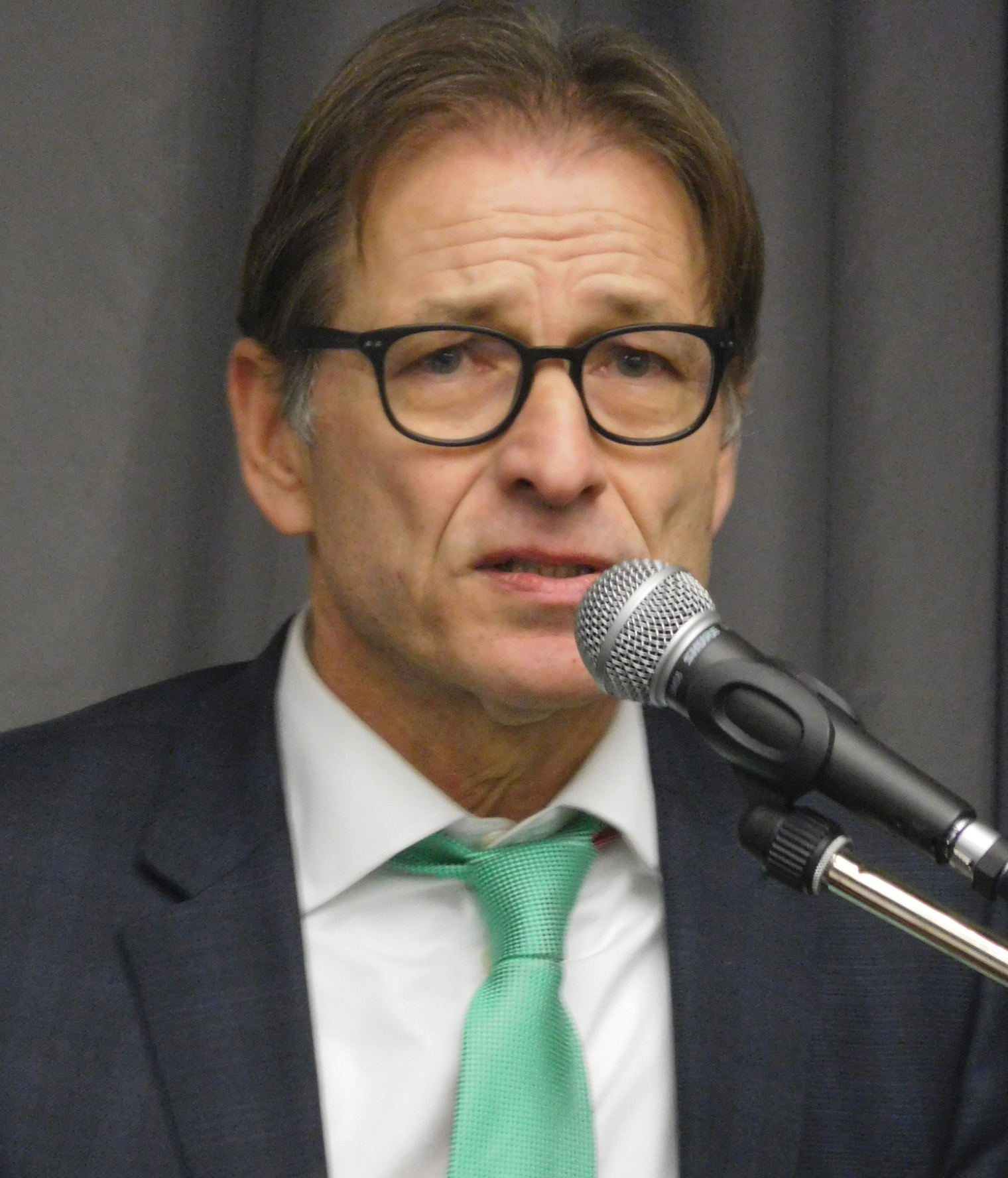
Helmut Fünfsinn, 2016 in der Universität Frankfurt am Main

Helmut Fünfsinn (* 4. Juli 1954 in Frankfurt am Main; † 6. Februar 2022) war ein deutscher Jurist. Von 2015 bis März 2020 war er hessischer Generalstaatsanwalt und von April 2020 bis zu seinem Tode im Februar 2022 Beauftragter der hessischen Landesregierung für die Opfer von Terroranschlägen und schweren Gewalttaten.

## Leben und Wirken
Fünfsinn wurde als Sohn eines Bundesbahnangestellten geboren. Nach dem Abitur und dem abgeleisteten Zivildienst begann er 1974 das Studium der Rechtswissenschaften an der Johann Wolfgang Goethe-Universität in Frankfurt am Main. Nebenbei besuchte er Vorlesungen in Soziologie und Betriebswirtschaft. 1980 legte er sein erstes juristisches Staatsexamen ab und absolvierte seine Referendariats-Stationen in Frankfurt. Von Oktober 1982 bis März 1983 war er als wissenschaftliche Hilfskraft im Fachbereich Rechtswissenschaft an der Johann Wolfgang Goethe-Universität beschäftigt. Im Februar 1983 absolvierte er das zweite Staatsexamen und war anschließend bis August 1986 als wissenschaftlicher Mitarbeiter an der Johann Wolfgang Goethe-Universität in Frankfurt am Main, unter anderem als Assistent bei Wolfgang Naucke, tätig. Gleichzeitig schrieb er an seiner Dissertation mit dem dogmatischen Thema „Der Aufbau des fahrlässigen Verletzungsdelikts durch Unterlassen im Strafrecht“, mit der er 1985 im Fachbereich Rechtswissenschaft der Johann Wolfgang Goethe-Universität promoviert wurde.
1986 wurde Fünfsinn Richter auf Probe zunächst in einer Zivilkammer beim Landgericht Frankfurt am Main, 1987 war er beim Amtsgericht Königstein im Taunus und 1988 wurde er, wiederum beim Landgericht Frankfurt am Main, zum Richter auf Lebenszeit ernannt.
Im April 1989 wurde Fünfsinn an das Hessische Ministerium der Justiz unter Karl-Heinz Koch abgeordnet, zunächst weiterhin als Richter am Landgericht, ab 1993 als Richter am Oberlandesgericht und ab 2001 in Abordnung als Leitender Oberstaatsanwalt am Oberlandesgericht. 2000 wurde er zum Referatsgruppenleiter der Referats-Gruppe III/A (Strafverfahren) und im Juni 2001 zum Abteilungsleiter der Abteilung Strafrecht bestellt. Im April 2002 übernahm er als Ministerialdirigent die Leitung der Abteilung III „Strafrecht, Gnadenwesen, Kriminalprävention“ des Ministeriums.
Zum 1. Oktober 2015 wurde Helmut Fünfsinn – als Nachfolger von Hans-Josef Blumensatt – zum Generalstaatsanwalt als Leiter der Generalstaatsanwaltschaft Frankfurt am Main im Beamtenverhältnis auf Probe ernannt und wurde Vorgesetzter von 400 Staatsanwälten und 120 Amtsanwälten. Im Bereich der Generalstaatsanwaltschaft Frankfurt am Main werden jährlich 360.000 Ermittlungsverfahren eingeleitet.
Nach Eintritt in den Ruhestand zum 31. März 2020 übernahm er zum 1. April 2020 ehrenamtlich die Aufgaben des Beauftragten der hessischen Landesregierung für die Opfer von Terroranschlägen und schweren Gewalttaten. Das Amt hatte er bis zu seinem Tode im Februar 2022 inne.
Seit 1992 war Fünfsinn nebenamtlicher Geschäftsführer der Sachverständigenkommission für Kriminalprävention der Hessischen Landesregierung (Landespräventionsrat) und Beiratsmitglied im Deutschen Forum für Kriminalprävention (DFK).
Helmut Fünfsinn starb am 6. Februar 2022 im Alter von 67 Jahren.

## Akademische Tätigkeit
Nachdem Fünfsinn seit 1988/89 als Lehrbeauftragter an der Johann Wolfgang Goethe-Universität wirkte, wurde ihm im Juni 2014 die akademische Bezeichnung Honorarprofessor verliehen. Er lehrte am Institut für Kriminalwissenschaft und Rechtsphilosophie in Frankfurt. Fünfsinn publizierte kontinuierlich zu materiell-strafrechtlichen, strafprozessualen und kriminalpolitischen Themen, zur Rechtspolitik und zur Kriminalprävention.

## Schriften
- Helmut Fünfsinn: Der Aufbau des fahrlässigen Verletzungsdelikts durch Unterlassen im Strafrecht. Reihe: Frankfurter kriminalwissenschaftliche Studien, Band 13, Peter Lang, Frankfurt/M., Bern, New York, 1985, ISBN 978-3-8204-8850-0 (Zugleich Dissertation 1984/1985 Johann Wolfgang Goethe-Universität)
- Möglichkeiten der Aussetzung des Vollzugs des Untersuchungshaftbefehls durch die Anwendung der elektronischen Aufenthaltsüberwachung. In: Christian Fahl, Eckhart Müller, Helmut Satzger, Sabine Swobod (Hrsg.) Festschrift für Werner Beulke zum 70. Geburtstag. F. C. Müller, Heidelberg, 2015, ISBN 978-3-8114-3949-8, S. 1129–1139.
- Der Einfluss der gesamtwirtschaftlichen Kriminalprävention auf das Strafrecht. In: Strafverteidigung, Revision und die gesamten Strafrechtswissenschaften, Festschrift für Gunter Widmaier, Heymanns, Köln, ISBN 978-3-452-26938-6, S. 909 ff.
- Gewaltschutzgesetz – Ein Beispiel für ressortübergreifende Zusammenarbeit. In: Detlef Schröder, Ralf C. Berthek (Hrsg.): Gewalt im sozialen Nahraum II, Verlag für Polizeiwissenschaft, Frankfurt am Main, 2005, ISBN 978-3-935979-65-8, S. 31 ff.
- Strafrecht in Zeiten des demografischen Wandels – Bedarf es eines „Altersstrafrechts“? In: Britta Bannenberg, Hauke Brettel, Georg Freund, Bernd-Dieter Meier, Helmut Remschmidt, Christoph Safferling (Hrsg.) Über allem:Menschlichkeit. Festschrift für Dieter Rössner, Nomos-Verlagsgesellschaft, Baden-Baden 2015, ISBN 978-3-8487-2051-4, S. 85 ff.